# The Good Cop (serie televisiva statunitense)
The Good Cop è una serie televisiva statunitense creata da Andy Breckman e basata sull'omonima serie televisiva israeliana. La prima stagione è stata interamente pubblicata a livello globale il 21 settembre 2018 su Netflix.

## Trama
Un ex ufficiale della polizia di New York caduto in disgrazia vive con suo figlio, un investigatore serio e onesto della polizia di New York.

## Personaggi e interpreti

### Principali
- Tony Caruso Sr, interpretato da Tony Danza
- Tony Caruso Jr, figlio di Tony Caruso Sr, interpretato da Josh Groban
- Cara Vasquez, interpretata da Monica Barbaro
- Burl Loomis, interpretato da Isiah Whitlock Jr.

### Ricorrenti
- Joseph Privett, interpretato da Frank Whaley

## Episodi
| Stagione       | Episodi | Pubblicazione USA | Pubblicazione Italia |
| -------------- | ------- | ----------------- | -------------------- |
| Prima stagione | 10      | 2018              | 2018                 |

## Produzione
Netflix ha annunciato la serie a giugno 2017. Il protagonista è interpretato da Tony Danza, "un disonorato, ex ufficiale della polizia di New York che non ha mai seguito le regole", e Josh Groban che interpreta suo figlio, Tony giovane, "un serio, ossessivamente onesto Detective della polizia di New York che ha il dovere di seguire sempre le regole". La serie è stata creata e scritta da Andy Breckman, che ha creato e scritto la serie Detective Monk di USA Network vincitrice di un Premio Emmy.
Per quanto riguarda la serie, Breckman ha detto: "Molte serie poliziesche presentano materiale oscuro e provocatorio: assassini psicosessuali, investigatori contorti, cupi e imperfetti, molti affrontano i problemi più controversi della giornata, ne guardo molti. La serie che voglio produrre è giocosa, adatta alle famiglie e un ritorno al vecchio puzzle da risolvere".
Il 13 novembre 2018, Netflix cancella la serie dopo una sola stagione.